# سلیم بن صغیر
سلیم بن صغیر (انگلیسی: Salim Ben Seghir؛ زادهٔ ۲۴ فوریهٔ ۲۰۰۳) بازیکن فوتبال است.
وی همچنین در تیم ملی فوتبال زیر ۱۹ سال فرانسه بازی کرده‌است.